# Acrotona pasadenae
Acrotona pasadenae är en skalbaggsart som först beskrevs av Max Bernhauer 1906.  Acrotona pasadenae ingår i släktet Acrotona och familjen kortvingar. Inga underarter finns listade i Catalogue of Life.